# Neottiura uncinata
Neottiura uncinata là một loài nhện trong họ Theridiidae.
Loài này thuộc chi Neottiura. Neottiura uncinata được Hippolyte Lucas miêu tả năm 1846.